# Fuxi Shuiku
Fuxi Shuiku (kinesiska: 福溪水库) är en reservoar i Kina. Den ligger i provinsen Zhejiang, i den östra delen av landet, omkring 220 kilometer söder om provinshuvudstaden Hangzhou. Fuxi Shuiku ligger 210 meter över havet. Arean är 0,11 kvadratkilometer. I omgivningarna runt Fuxi Shuiku växer i huvudsak blandskog.
Genomsnittlig årsnederbörd är 2 023 millimeter. Den regnigaste månaden är juni, med i genomsnitt 334 mm nederbörd, och den torraste är januari, med 74 mm nederbörd.